# Муто, Ёдзи
Ёдзи Муто (яп. 武藤 容治; род. 18 октября 1955, Гифу, Гифу, Япония) — японский политический и государственный деятель, министр экономики, торговли и промышленности (с 2024).

## Биография
Родился 18 октября 1955 года в Гифу, префектура Гифу, Япония, в семье будущего министра иностранных дел Кабуна Муто.
После окончания местной средней школы поступил на факультет коммерции Университета Кэйо, где учился до 1978 года. Завершив обучение, стал работать в компании «Fuji Photo Film», а после назначения его отца на министерский пост занял должность его личного секретаря.
На парламентских выборах 2005 года он выдвинул свою кандидатуру в Палату представителей от 3-го избирательного округа Гифу, выдвигаясь от Либерально-демократической партии. Уже спустя четыре года после избрания Муто потерял место в нижней палате парламента, однако, на парламентских выборах 2012 года был переизбран.
1 октября 2024 года Муто получил портфель министра экономики, торговли и промышленности в первом правительстве Сигэру Исибы, а позднее сохранил свой посл и во втором правительстве премьера.